# Estación San Bernardo (Roca)
San Bernardo es una estación ferroviaria, ubicada en el Partido de Tapalqué, en la Provincia de Buenos Aires, Argentina.

## Servicios
Es una pequeña estación del ramal perteneciente al Ferrocarril General Roca, desde la Estación General Alvear hasta la estación Pigüé.
No presta servicios de pasajeros ni de cargas. Sus vías fueron levantadas.